# 海賊行為への対処並びに国際テロリズムの防止及び我が国の協力支援活動等に関する特別委員会
海賊行為への対処並びに国際テロリズムの防止及び我が国の協力支援活動等に関する特別委員会（かいぞくこういへのたいしょならびにこくさいテロリズムのぼうしおよびわがくにのきょうりょくしえんかつどうとうにかんするとくべついいんかい）は、日本の衆議院に設置されていた特別委員会。国会法第45条の規定に基づき設置されていた。

## 概要
海賊行為への対処並びに国際テロリズムの防止及び我が国の協力支援活動等に関する特別委員会は、衆議院に置かれている特別委員会である。海賊行為への対処並びに国際テロリズムの防止及び我が国の協力支援活動等に関する特別委員委員会が国会に最初に置かれたのは、第171回国会である。第186回国会まですべての国会で設置されていた。
海賊行為への対処並びに国際テロリズムの防止及び我が国の協力支援活動等に関する特別委員会は、海賊行為への対処並びに国際テロリズムの防止及び我が国の協力支援活動等の諸問題の調査を目的に設置されている。参議院には本委員会は設置されていない。第171回国会中に、国際テロリズムの防止及び我が国の協力支援活動並びにイラク人道復興支援活動等に関する特別委員会の設置目的を変更し、名称を変更する形で設置された。
委員の選任は、すべて議長の指名によって行われる（衆議院規則37条）。実際には、各議院運営委員会において、各会派の議席数に応じて各委員会の委員の員数も配分され、個別の人事は配分された員数の範囲内で各会派によって行われる。
委員長は、委員の互選（国会法45条）で選任されると定められているが、投票によらないで動議によって選出されることがほとんどである。委員長の選挙は年長者が主催することになっている（衆議院規則101条）。事前に各会派間で協議された特別委員長各会派割当てと会派申出の候補者に基づいておこなわれる。なお、委員長に事故があった場合は理事が職務を行うことになっている（衆議院規則38条2項）。
理事の選任は委員の互選（衆議院規則38条1項）となっているが、委員会設置以来すべて委員長の指名により行われている。理事の員数および各会派割当ては議院運営委員会で決定した基準により、選挙など会派の構成が大きく変わった際に見直される。

## 衆議院
- 衆議院における委員の選任は、総選挙後初めて召集される会期の始めに行われる（国会法第42条および衆議院委員会先例集9号）か、国会法または衆議院規則の改正により必要となったとき（衆議院委員会先例集10号）のみであり、その他の場合は異動とみなし、委員の辞任と補欠選任で対処することになっている。
- 多くの会派は、総選挙後の国会と毎年秋に召集される臨時国会の冒頭で各委員の構成を見直すことを例としていることから、実際に委員の構成が大きく変わるのはその際である。
- 委員の会派割当数は所属議員の比率により議院運営委員会において決定される（国会法第46条および衆議院委員会先例集12号）。

### 組織
衆議院海賊行為への対処並びに国際テロリズムの防止及び我が国の協力支援活動等に関する特別委員会の員数は45人である（衆議院規則100条）。委員長1名、理事5名が選出または指名される。
衆議院海賊行為への対処並びに国際テロリズムの防止及び我が国の協力支援活動等に関する特別委員会の組織
2014年9月24日現在
- 海賊行為への対処並びに国際テロリズムの防止及び我が国の協力支援活動等に関する特別委員長
  - 谷畑孝（維新の党）

- 理事
  - 岩屋毅、鈴木馨祐（自由民主党）
  - 辻元清美（民主党・無所属クラブ）
  - 遠山清彦（公明党）
  - 今村洋史（次世代の党）

- 委員
  - 池田道孝、池田佳隆、石原宏高、大野敬太郎、神田憲次、木原誠二、佐藤勉、助田重義、高木宏壽、武部新、津島淳、辻清人、冨樫博之、中川俊直、中谷元、中谷真一、永山文雄、野中厚、橋本英教、平口洋、藤井比早之、船橋利実、前田一男、牧島かれん、宮内秀樹、湯川一行（自由民主党）
  - 枝野幸男、奥野総一郎、岸本周平、玉木雄一郎（民主党・無所属クラブ）
  - 井上英孝、馬場伸幸、林宙紀（維新の党）
  - 石井啓一、岡本三成（公明党）
  - 中丸啓（次世代の党）
  - 大熊利昭（みんなの党）
  - 赤嶺政賢（日本共産党）
  - 村上史好（生活の党）

### 所管事項
衆議院海賊行為への対処並びに国際テロリズムの防止及び我が国の協力支援活動等に関する特別委員会の所管事項は次の通り。
1. 海賊行為への対処並びに国際テロリズムの防止及び我が国の協力支援活動等の諸問題

国政調査案件
1. 海賊行為への対処並びに国際テロリズムの防止及び我が国の協力支援活動等に関する事項

## 歴代委員長
| 衆議院海賊行為への対処並びに国際テロリズムの防止及び我が国の協力支援活動等に関する特別委員長 | 衆議院海賊行為への対処並びに国際テロリズムの防止及び我が国の協力支援活動等に関する特別委員長 | 衆議院海賊行為への対処並びに国際テロリズムの防止及び我が国の協力支援活動等に関する特別委員長 | 衆議院海賊行為への対処並びに国際テロリズムの防止及び我が国の協力支援活動等に関する特別委員長 |
| -------------------------------------------------------------------------------------------- | -------------------------------------------------------------------------------------------- | -------------------------------------------------------------------------------------------- | -------------------------------------------------------------------------------------------- |
| 1                                                                                            | 深谷隆司                                                                                     | 2009年3月19日 - 2009年7月21日                                                                | 自由民主党                                                                                   |
| 2                                                                                            | 石田勝之                                                                                     | 2009年9月18日 - 2010年8月6日                                                                 | 民主党                                                                                       |
| 3                                                                                            | 松原仁                                                                                       | 2010年10月1日 - 2011年8月31日                                                                | 民主党                                                                                       |
| 4                                                                                            | 首藤信彦                                                                                     | 2011年9月13日 - 2012年9月8日                                                                 | 民主党                                                                                       |
| 5                                                                                            | 赤松広隆                                                                                     | 2012年10月29日 - 2012年11月16日                                                              | 民主党                                                                                       |
| 6                                                                                            | 西村眞悟                                                                                     | 2012年12月26日 - 2013年5月23日                                                               | 日本維新の会                                                                                 |
| 7                                                                                            | 山田宏                                                                                       | 2013年5月23日 - 2013年8月6日                                                                 | 日本維新の会                                                                                 |
| 8                                                                                            | 谷畑孝                                                                                       | 2013年10月15日 - 2014年6月22日                                                               | 日本維新の会                                                                                 |

## 所管国務大臣等
委員会が審査又は調査を行うときは、政府に対する委員の質疑は、国務大臣又は内閣官房副長官、副大臣もしくは大臣政務官に対して行う（参議院規則42条の2）。どの国務大臣等に対して出席を求めるかは、各議院の委員会において、委員長及び理事の協議で決定される。海賊行為への対処並びに国際テロリズムの防止及び我が国の協力支援活動等に関する特別委員会において出席を求められる主な国務大臣等は、以下の通り。
- 外務大臣
- 防衛大臣
- 国土交通大臣

- 以上の国務大臣の下に置かれる内閣官房副長官、副大臣、大臣政務官など。